# Torneo Metropolitano 2013 (Uruguay)
El Torneo Metropolitano 2013 es la competencia organizada por la FUBB que inició el 17 de mayo de 2013 y finalizó el 13 de septiembre de 2013.
El torneo congregó a los equipos de la Segunda División del básquetbol uruguayo.
El campeón de dicha edición fue Larre Borges, que ascendió a Liga Uruguaya de Básquetbol acompañado de Waston, que logró el segundo ascenso tras vencer 2-0 a Welcome.

## Sistema de disputa
El Metro definió que su torneo se jugará con dos ruedas, liguilla de seis equipos por un ascenso, playoff por la segunda promoción a la LUB. El descenso se definió debido a una sanción.
Tras el par de ruedas local y visitante de los 12 equipos, los seis primeros pasarán a una Liguilla, en cancha neutral, arrastrando la mitad de los puntos obtenidos para jugar una tercera rueda y el ganador será proclamado campeón de la divisional.
Del 2º al 5º jugarán playoff al mejor de tres con ventaja deportiva el número 2 y el 3. Los ganadores de esas dos llaves jugarán al mejor de tres sin ventaja deportiva, por el 2º ascenso.
Los equipos 7º al 11º de las dos ruedas iniciales habrán terminado su actuación.
Excepto las dos ruedas iniciales todos los demás partidos, ya sea por desempates o el 2º ascenso se jugarán en canchas neutrales.

## Homenajes
El torneo se denominará 75 aniversario del club Waston. La primera rueda llevará el nombre de Hermenegildo Blanco, el exdefensor de Welcome en la década del 50, y la segunda rueda el de Sergio Serventich, quien en su dilatada trayectoria fuera árbitro, miembro del Colegio de Árbitros y neutral en Formativas.

## Suspensiones
Hay cuatro de las canchas a utilizarse en el torneo Metropolitano que tienen pendientes sanciones:
- Capitol 1 fecha
- Urunday Universitario 1 fecha
- 25 de Agosto 1 fecha
- Cader 2 fechas
- Stockolmo 6 fechas
- Verdirrojo 8 fechas
- Welcome 14 fechas

## Clubes participantes
| Club                  | Posición Temporada Anterior              |
| --------------------- | ---------------------------------------- |
| 25 de Agosto          | Campeón de DTA                           |
| Capitol               | 7º en la temporada regular               |
| Welcome               | Descendió la LUB                         |
| CADER                 | Clasificó a la Liguilla por los ascensos |
| Larre Borges          | Descendió la LUB                         |
| Marne                 | Clasificó a la Liguilla por los ascensos |
| Urunday Universitario | Clasificó a la Liguilla por los ascensos |
| Colón                 | Ascendió de DTA                          |
| Stockolmo             | Ascendió de DTA                          |
| Verdirrojo            | 8º en la temporada regular               |
| Waston                | 9º en la temporada regular               |
| Yale                  | 11º en la temporada regular              |

## Desarrollo

### Temporada regular
En esta temporada comenzó el 17 de mayo. 
En esta temporada se define: el campeón del torneo a quién se le otorga el primer ascenso, los cuatro equipos clasificados a play offs en busca del segundo ascenso y además el equipo que desciende.

Se definió el descenso de Colón como resultado de una sanción.
| Campeón del Torneo Metropolitano 2013 |
| ------------------------------------- |
| Larre Borges                          |

| Predecesor: 2012 | Torneo Metropolitano 2013 | Sucesor: 2014 |

- Datos: Q16641270